# Батятичі
Батя́тичі — село в Україні, у Кам'янка-Бузькій міській громаді Львівського району Львівської області. До 2020 року — адміністративний центр Батятицької сільської ради, нині — центр Батятицького старостинського округу, до складу якого входять села Батятичі та Липники. Орган місцевого самоврядування — Кам'янка-Бузька міська рада. Населення становить 1980 осіб.

## Географія
Село розташоване за 42 км від обласного центру та 5 км від адміністративного центру міської громади, на річці Батючці, притоці Західного Бугу. За 4 км знаходиться пасажирський залізничний зупинний пункт Батятичі на неелектрифікованій лінії Сапіжанка — Ківерці. Селом пролягає автошлях Кам'янка-Бузька — Жовква.
Територія села переважно рівнинна. На схід і південь від нього переважає горбиста місцевість. Висота Кам'яної гори, що розташована біля села становить 284 м над рівнем моря, гора є однією з найвищих точок у північній частині Львівщини. За цими пагорбами повз села проходить головний європейський вододіл між Північним та Чорним морями. Північніше Батятичів розташовується великий лісовий масив, що тягнеться від міста Броди через Великі Мости та Белз до Рави-Руської і далі до Польщі.
Вулиці
У Батятичах налічується 7 вулиць.
- Городоцька
- Зелена
- Липниківська
- Льонарська
- Підгірна
- Побережна
- Франка Івана

## Населення
На 1 січня 1939 року в селі мешкало 4780 осіб, з них 3520 українців-греко-католиків, 400 українців-римокатоликів, 380 поляків, 200 польських колоністів, 200 юдеїв, 80 німців.
За даними перепису населення 2001 року у селі мешкало 1949 осіб. У 2023 році — 1980 осіб.
Мова
Розподіл населення за рідною мовою за даними перепису 2001 року був наступним:
| українська | 1941 | 99,59 |
| російська  | 7    | 0,36  |
| інші       | 1    | 0,05  |

Мовні особливості
У селі побутує говірка наддністрянського говору. У Наддністрянський реґіональний словник Гаврила Шила внесені такі слова, вживані у Батятичах:
- баба — частина комина на горищі;
- бабка — підберезник;
- базюнка — суниця;
- баландіти — говорити нісенітниці;
- бзиніти — дзижчати;
- боблюх, бульба — картопля;
- ворішина — біла конюшина;
- гноярні — місце, де лежить гній;
- гурма — юрба, натовп;
- гущівник — гущавина;
- довбач, довбаш — дятел;
- запінка — защіпка для волосся; приколка;
- згариско — місце, де згоріла хата; згарище;
- зизовокий — косоокий;
- кобівка (кобілка, кобйовка, коб'явка, каб'ялка) — кошик;
- лівак — шульга;
- логовиско — мокре місце на полі;
- маґільниця — рубель;
- мандель — кілька обмолочених та обтрушених снопів, які використовують для покриття верхньої частини будівлі;
- муравлиниско — мурашник;
- погариско — місце, де згоріла хата;
- процак — рюкзак;
- рідно — рядно;
- рійницє — коробка, у яку збирають бджіл у період роїння;
- саджі — сажа;
- самітка — очеретина;
- спир — ріжок у колоску жита;
- трам — брус, що підтримує стелю, сволок;
- ясік — мала подушка.

## Історія
На околиці села археологами було виявлено поселення бронзової доби, що датується II тисячоліттям до нашої ери. Поселення існувало тут і в давньослов'янські часи.
Батятичі вперше згадуються 1405 року. Король Владислав II Ягайло з королевою перебували в селі 1407 року, місто Львів пригостило їх чотирма бочками пива.
Датою заснування села раніше вважали 1508 рік. У податковому реєстрі 1515 року в селі документується 2 корчми і 12 ланів (близько 300 га) оброблюваної землі. Село перебувало у складі Польщі й у XV—XVIII століттях входило до складу Львівської землі Руського воєводства. Воно було власністю польського короля, що здавав його в оренду місцевій шляхті. У середині XV століття Батятичі і навколишні землі орендував Кам'янський староста Юрій Струмило.
Жителі Батятичі зазнали великих збитків від спустошливих турецько-татарських набігів. Впродовж XVI—XVII століть турки і татари декілька разів нападали на село.
За особливі заслуги у польсько-шведській війні король Ян II Казимир у 1659 році подарував Батятичі разом з селами Желдець і Купичволя львівському міщанину — православному купцю грецького походження Юрію (Георгію) Папарі. У 1662—1666 роках селом володів люблінський воєвода Владислав Рей, який пізніше продав його знову Папарі. Село потім переходило в спадщину у цій родині. До другої світової війни Батятичі володіла родина Данчинських, що перебували у родинних стосунках з Папарами. Таким чином, родина Папарів володіло Батятичами майже 300 років.
З 1772 року село Батятичі у складі Східної Галичини увійшло до складу Габсбурзької монархії (з 1804 року — Австрійської, 1867 року — Австро-Угорщини).
На початку XX століття населення Батятичі (включаючи хутора Ворожбин та Липники) становило 3635 осіб. У 1853 році в селі відкрита однокласна парафіяльна школа з українською мовою викладання.
У 1782—1867 роках село входило до складу Жовківського округу, у 1867—1929 роках — Жовківського повіту.
У 1902 році в селі відбувся перший масовий страйк сільськогосподарських працівників, який був жорстоко придушений австрійською поліцією.
У вересні 1928 та у січні 1929 років у селі відбулись страйки селянської бідноти, до яких приєдналися селяни навколишніх сіл. Почалося зі страйку селян, які возили ліс на лісопильний завод у Кам'янці-Струмиловій та домагалися підвищення зарплатні. Власник заводу не задовільнив вимог мітингарів, натомість використали поліцію та штрейкбрехерів у розгоні страйку.
11 січня 1929 року, коли вози з штрейкбрехерами наближалися до села, велика група селян перегородила їм дорогу. Поліція, яка супроводжувала штрейкбрехерів, почала стріляти, у результаті чого було вбито 4 осіб та 15 поранено. Згодом були проведені масові арешти і у травні 1929 року окружний суд у Львові засудив на різні терміни ув'язнення 40 учасників батятицьких страйків.
З 1929 року село перебувало у складі Кам'янко-Струмилівського повіту Тернопільського воєводства, впродовж 1939—1991 років — у складі Української РСР.

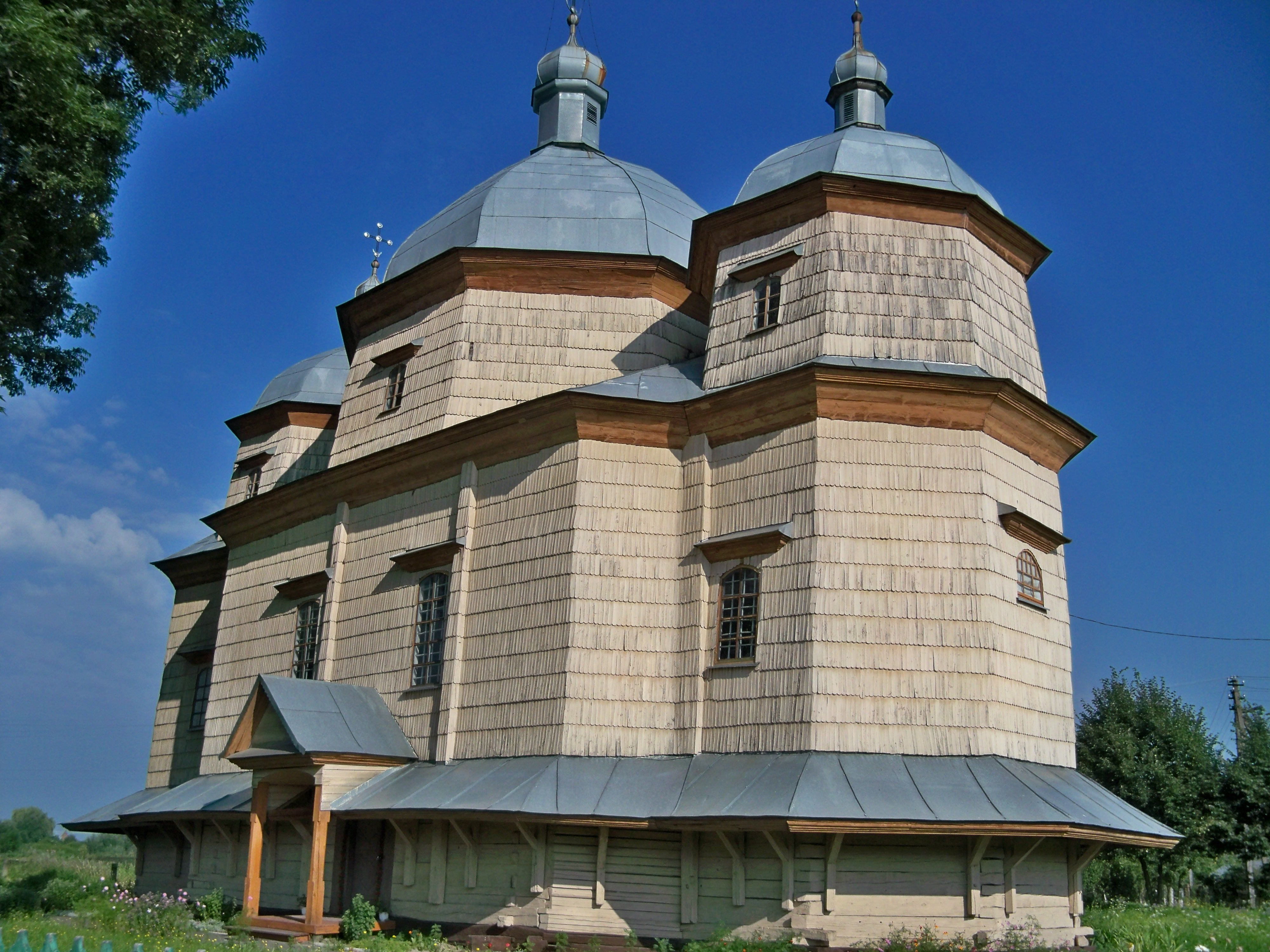
Храм святого Юрія УГКЦ (1759) Пам'ятка культурної спадщини України

29 червня 1941 року, рівно за тиждень після нападу на СРСР, Батятичі були окуповані військами Вермахту.
18 липня 1944 року війська 1-го Українського фронту, деокупували село. В селі розміщувався штаб фронту на чолі з командувачем Іваном Конєвим і членом Державного комітету оборони Микитою Хрущовим.
З 24 серпня 1991 року село Батятичі у складі Незалежної України.
17 липня 2020 року, під час адміністративно-територіальної реформи та ліквідації Кам'янка-Бузького району, село увійшло до складу Львівського району.

## Пам'ятки архітектури

### Храм святого Юрія ЗмієборцяУГКЦ(1759)
На східній околиці села стоїть найстаріша споруда Батятичів — дерев'яна триверха церква святого Юрія (1759, на місці згорілої попередниці з 1721 року), зведена на кошти Костянтина Папари. Бляшаний верх тут ще з 1900 року. Зберігся стінопис XVIII століття і розписи XIX століття авторства Теофіля Копистинського. У 1974 році храм реставрували І. Могитич та Л. Дмитрович. Церкву внесено до реєстру пам'яток архітектури національного значення під охоронним № 546.

### ЦеркваСобору Пресвятої БогородиціПЦУ(1788)

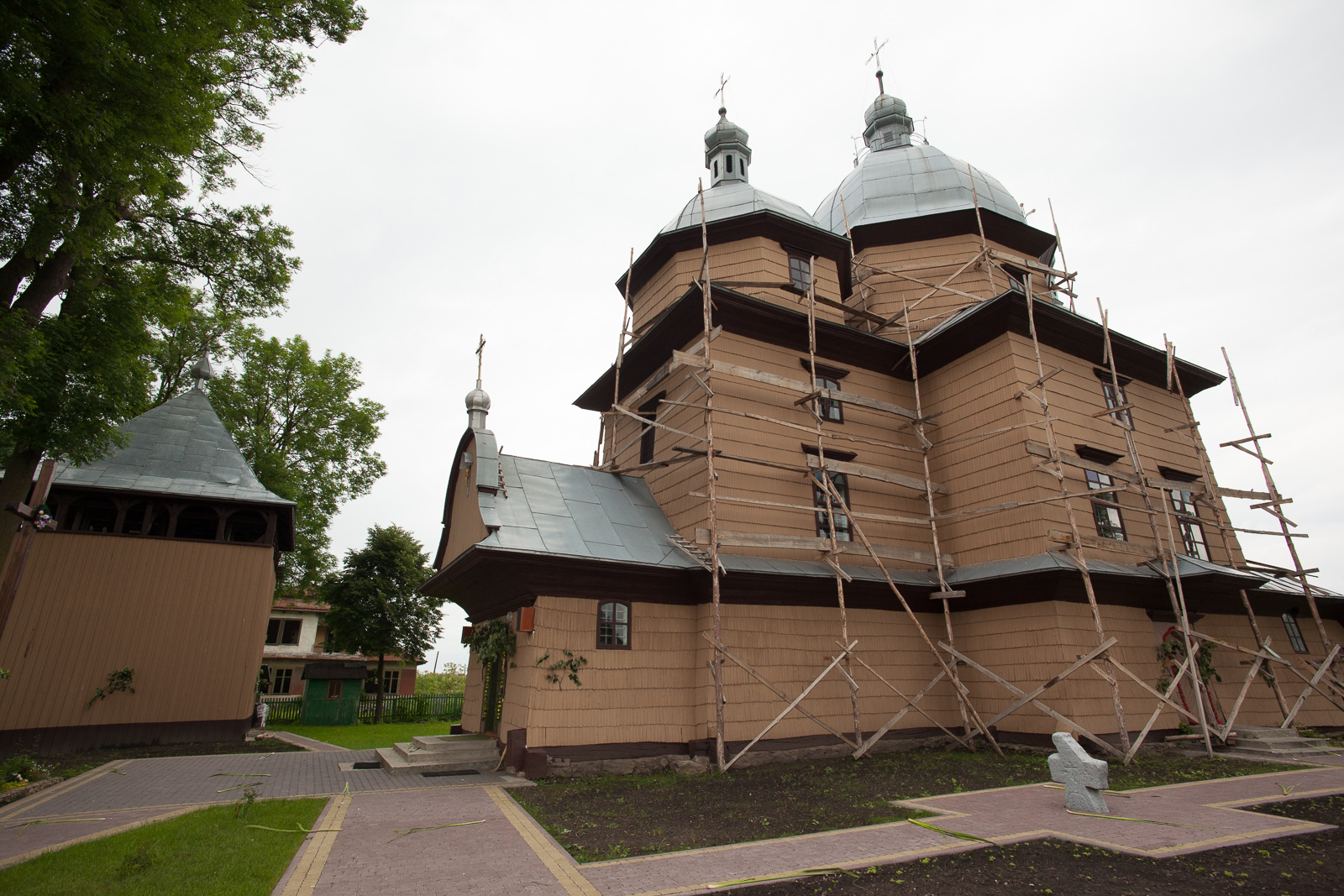
Церква Собору Пресвятої Богородиці ПЦУ (1788) під час реконструкції у 2012 році

Найдавніші відомості про церкву походять з 1564—1565 років. Теперішній храм збудований у 1788 році (деякі джерела датують його 1788 роком, а шематизм 1903 року навіть 1718 роком).
У 1767 році церква отримала привілеї від дідича Костянтина Папари і, ймовірно, збудована його коштом. Реставрована у 1900 році. Стінопис пензля Теофіля  Копистинського. Закрита у 1955 році, спочатку використовувалася як колгоспний склад, а згодом — сільський музей. Відновлена у 1989 році.
Церква формами і розміром нагадує церкву святого Юрія в іншому кінці села, адже будували їх в один період з різницею у 19 років. Храм Собору Пресвятої Богородиці відразу захоплює своєю монументальністю.

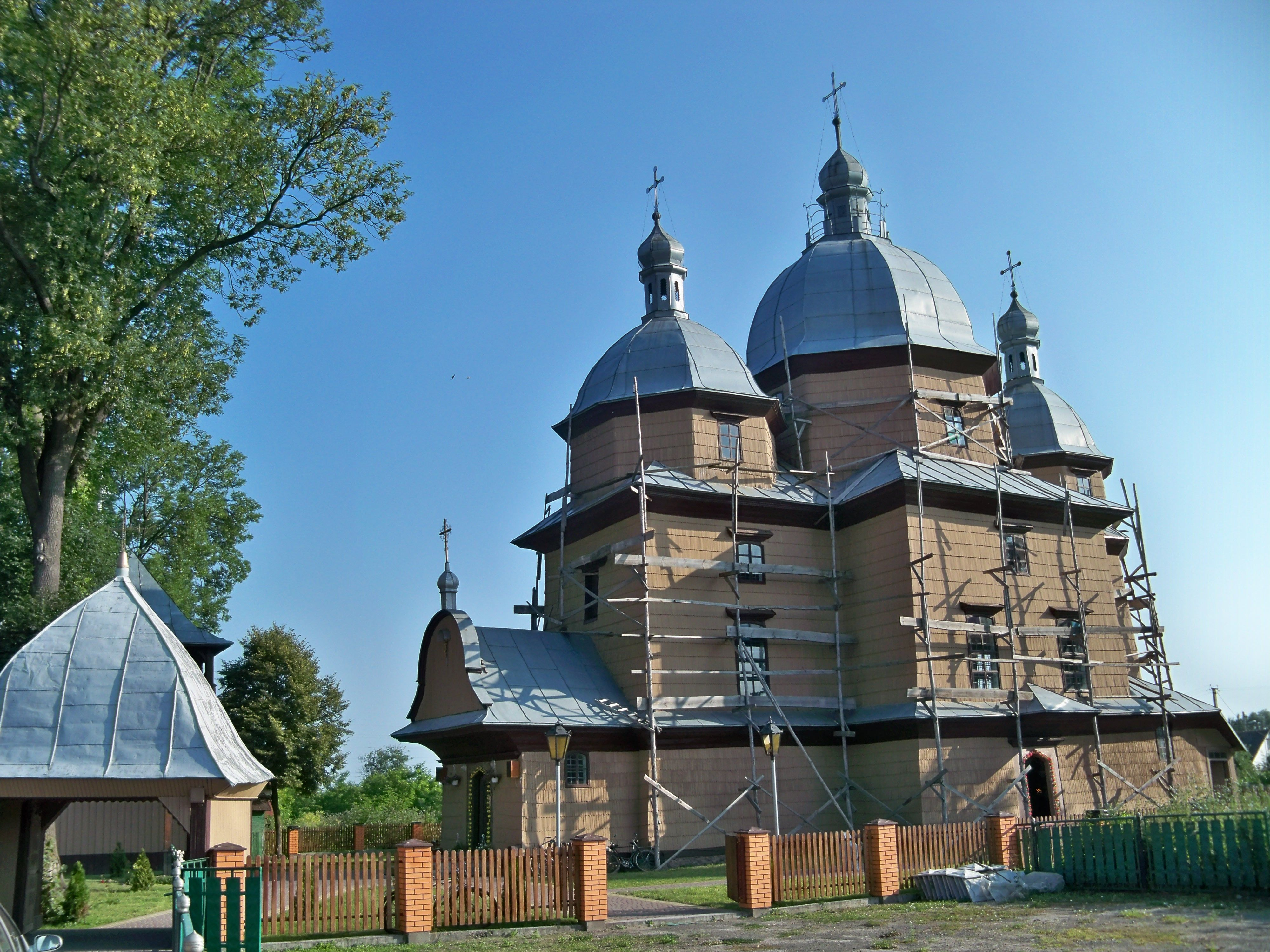
Церква Собору Пресвятої Богородиці ПЦУ (1788). Пам'ятка культурної спадщини України

Велика тризрубна будівля має прибудовані до вівтаря ризниці, а до бабинця — присінок, накритий великим двосхилим дахом з півкруглим фронтоном. Церква оточена вузьким піддашшям на карнизі.
Карнизи у святині широчезні, виділені, як і вікна, темним кольором — виглядає конструктивно. Цікаво, що у стінах бабинця і нави з обидвох сторін розташовані два яруси вікон, щоб забезпечити достатнє внутрішнє освітлення.
Взагалі зовнішні стіни повністю покриті фарбованим гонтом, тому зрубу тут не побачите. Крім головного входу із заходу, існує додатковий у наву з півдня. Будівля увінчана трьома шоломовими банями з ліхтарями і маківками на світлових восьмериках.
У восьмерику нави з північної сторони видно незвичайну випуклість півкруглої форми. Якщо перевести погляд трохи вище, на ліхтар, то є можливість побачити металеву огорожу навколо нього.
Пояснення одне: до видового майданчика навколо ліхтаря прокладені гвинтові сходи у стіні дерев'яної церкви. 
На північний захід від святині розташована велика дерев'яна дзвіниця з арковими отворами по периметру, накрита шатровим верхом. Дерев'яні вхідні ворота на церковне подвір'я накриті високим чотирисхилим дахом. Церкву та дерев'яну дзвіницю внесено до реєстру пам'яток архітектури національного значення Львівської області під охоронними № 459/1-м та № 459/2-м.

### Костел святої Ядвіги
У 1903 році у Батятичах було споруджено філіальний неоготичний мурований костел коштом місцевих власників Лончинських та Папарів, будівництвом якого керували Густав Лончинський та Тадеуш Романовський. 22 жовтня 1905 року глинянський декан та настоятель парафії святого Миколая у Вижнянах о. Лаврентій Пухальський освятив храм на честь святої Ядвіги. 1918 року у селі постала парафіяльна експозитура, яка невдовзі стала самостійною парафією. У 1923—1924 роках святиню було розширено. У 1936 році збудували дерев'яну дзвіницю на два дзвони. Костел містив три неоготичних дерев'яних вівтарі — головний з дерев'яним Розп'яттям та образом Матері Божої Ченстоховської та бічні з гіпсовими скульптурками Найсвятішого Серця Ісуса і Серця Матері Божої. Від 1932 року майже півтори тисячі вірян парафії у Батятичах обслуговував адміністратор о. Владислав Кулаковський. 1945 року о. Кулаковський разом із більшістю парафіян-поляків та найціннішим костельним майном виїхав до Польщі. Радянська влада використовувала зачинений та поділений на два поверхи храм як зерносховище, повернули святиню у частково зруйнованому стані 1995 року. Святиню було відновлено, замість втрачених вівтарів костел отримав необароковий дерев'яний вівтар з каплиці у Новому Ставі, в якому розмістили сучасний образ святої Ядвіги пензля художниці із Вроцлава (Польща). Дерев'яна дзвіниця до наших днів не збереглася.

## Відомі люди
- Антонишин Василь Іванович — український науковець, фахівець у галузі переробки нафти.
- Зубрицький Денис Іванович — український історик, етнограф, архівіст.
- Куровець Іван — український громадський та політичний діяч, член Української Національної Ради, державний секретар з охорони здоров'я при уряді ЗУНР.
- Курочка Андрій Євгенович — український військовик, молодший сержант ЗСУ, учасник російсько-української війни.
- Мацялко Іван Олексійович —  — український естрадний співак. Народний артист України. Один з засновників та соліст гурту «Соколи».
- Теслюк Михайло Юрійович — український науковець, фахівець у галузі кристалохімії.
- Чехович Софія Володимирівна — український мистецтвознавець, художній критик.